# Thripomyces
Thripomyces — рід грибів родини Ceratomycetaceae. Назва вперше опублікована 1915 року.

## Класифікація
До роду Thripomyces відносять 2 види:
- Thripomyces italicus
- Thripomyces tessinensis